# Sítios Paleontológicos de Santa Maria
Sítios Paleontológicos de Santa Maria são sítios paleontológicos situados na cidade de Santa Maria, Rio Grande do Sul, Brasil e datam do triássico. A região de Santa Maria expõem níveis da Formação Santa Maria (Membro Passo das Tropas e Membro Alemoa) e Formação Caturrita.